# Bidens menziesii
Espèce
Classification phylogénétique
Bidens menziesii est une espèce de plante à fleurs de la famille des Asteraceae.